# Matrice de Dirac
Les matrices de Dirac sont des matrices qui furent introduites par Paul Dirac, lors de la recherche d'une équation d'onde relativiste de l'électron.

## Intérêt
Le pendant relativiste de l'équation de Schrödinger est l'équation de Klein-Gordon. Celle-ci décrit des particules de spin 0 et ne convient pas pour les électrons qui sont de spin 1/2. Dirac essaya alors de trouver une équation linéaire comme celle de Schrödinger sous la forme :
{\displaystyle \mathrm {i} {\frac {\partial \psi }{\partial t}}=\left({\frac {1}{\mathrm {i} }}\mathbf {\alpha } \cdot \nabla +\beta m\right)\psi \equiv H\psi }
où {\displaystyle \psi } est une fonction d'onde vectorielle, {\displaystyle m} la masse de la particule, {\displaystyle H} l'hamiltonien, {\displaystyle \mathbf {\alpha } ,\beta } sont respectivement un vecteur de matrices hermitiques et une matrice hermitique, et i désigne l'unité imaginaire. L'équation de Dirac doit respecter les trois contraintes suivantes :
1. Les composantes de {\displaystyle \psi } doivent satisfaire l'équation de Klein-Gordon, une onde plane dont une solution est :
{\displaystyle E^{2}=\mathbf {p} ^{2}+m^{2}} ;
2. Il existe un quadrivecteur densité de courant qui est conservé et dont la composante temporelle est une densité positive (identifiée avec la charge électrique) ;
3. Les composantes de {\displaystyle \psi } ne doivent satisfaire aucune condition auxiliaire, c’est-à-dire qu'à un instant donné elles sont des fonctions indépendantes de {\displaystyle x}.

## Matrices de Dirac
Dirac proposa que les matrices hermitiques soient anticommutantes et de carré égal à un. C’est-à-dire qu'elles obéissent à l'algèbre suivante :
{\displaystyle \left\{\alpha _{i},\alpha _{k}\right\}=0\,,\qquad i\neq k}
{\displaystyle \left\{\alpha _{i},\beta \right\}=0}
{\displaystyle \alpha _{i}^{2}=\beta ^{2}=I}
où les crochets sont l'anticommutateur {\displaystyle \left\{A,B\right\}=AB+BA} et {\displaystyle I} la matrice identité.
En élevant l'équation de Dirac au carré, on vérifie immédiatement que la première condition est satisfaite. On introduit ensuite les matrices de Dirac {\displaystyle \gamma ^{\mu }} proprement dites :
{\displaystyle \gamma ^{0}=\beta }
{\displaystyle \gamma ^{i}=\beta \alpha ^{i}\,,\qquad i=1,2,3}
{\displaystyle \left\{\gamma ^{\mu },\gamma ^{\nu }\right\}=2g^{\mu \nu }I\,,\qquad \mu ,\nu =0,1,2,3}
où {\displaystyle g^{\mu \nu }=\mathrm {diag} (1,-1,-1,-1)} est la métrique de Minkowski.

## Leslashde Feynman
On introduit aussi le « slash » de Feynman :
{\displaystyle \not \!a=\gamma ^{\mu }a_{\mu }}
L'équation de Dirac prend alors la forme :
{\displaystyle \left(\mathrm {i} \gamma ^{\mu }\partial _{\mu }-m\right)\psi \equiv \left(\mathrm {i} \not \!\partial -m\right)\psi =0}
Une représentation explicite, dite « représentation standard », est donnée par :
{\displaystyle \gamma ^{0}={\begin{pmatrix}I&\mathbf {0} \\\mathbf {0} &-I\end{pmatrix}}}
{\displaystyle \gamma ^{i}={\begin{pmatrix}\mathbf {0} &\sigma ^{i}\\-\sigma ^{i}&\mathbf {0} \end{pmatrix}}}
{\displaystyle \beta ={\begin{pmatrix}I&\mathbf {0} \\\mathbf {0} &-I\end{pmatrix}}}
{\displaystyle \alpha ^{i}={\begin{pmatrix}\mathbf {0} &\sigma ^{i}\\\sigma ^{i}&\mathbf {0} \end{pmatrix}}}
où {\displaystyle I} est la matrice unité 2×2 et {\displaystyle \sigma ^{i}} sont les matrices de Pauli.
Cette représentation est particulièrement pratique car elle met en évidence le caractère spinoriel (dû au spin demi-entier) de la fonction d'onde de l'électron et elle sépare les composantes d'énergie positive et négative. Ainsi, en écrivant la fonction d'onde comme un bispineur :
{\displaystyle \psi ={\begin{pmatrix}\phi \\\chi \end{pmatrix}}}
où {\displaystyle \phi } et {\displaystyle \chi } sont deux spineurs, l'équation de Dirac devient :
{\displaystyle \mathrm {i} {\frac {\partial \phi }{\partial t}}=m\phi +{\frac {1}{\mathrm {i} }}\mathbf {\sigma } \cdot \nabla \chi }
{\displaystyle \mathrm {i} {\frac {\partial \chi }{\partial t}}=-m\chi +{\frac {1}{\mathrm {i} }}\mathbf {\sigma } \cdot \nabla \phi }
En introduisant la fonction d'onde conjuguée comme :
{\displaystyle {\bar {\psi }}=\psi ^{\dagger }\gamma ^{0}}
On trouve :
{\displaystyle {\bar {\psi }}\left(\mathrm {i} {\overleftarrow {\not \!\partial }}+m\right)=0}
Et avec l'équation de Dirac, cela donne :
{\displaystyle {\bar {\psi }}\left({\overleftarrow {\not \!\partial }}+{\overrightarrow {\not \!\partial }}\right)\psi \equiv \partial _{\mu }\left({\bar {\psi }}\gamma ^{\mu }\psi \right)=0}
Ce qui donne un courant conservé :
{\displaystyle j^{\mu }={\bar {\psi }}\gamma ^{\mu }\psi }
Dont la composante temporelle {\displaystyle j^{0}=\rho ={\bar {\psi }}\gamma ^{0}\psi =\psi ^{\dagger }\psi } est positive.
On définit aussi la matrice :
{\displaystyle \ \gamma ^{5}=\mathrm {i} \gamma ^{0}\gamma ^{1}\gamma ^{2}\gamma ^{3}}
L'utilisation de {\displaystyle \gamma ^{5}} permet ainsi de construire différents types de combinaisons tels que :
- des vecteurs : {\displaystyle {\bar {\psi }}\gamma ^{\mu }\psi } ;
- des pseudovecteurs : {\displaystyle {\bar {\psi }}\gamma ^{5}\gamma ^{\mu }\psi } ;
- des scalaires : {\displaystyle {\bar {\psi }}\psi } ;
- des pseudoscalaires : {\displaystyle {\bar {\psi }}\gamma ^{5}\psi }.

On vérifie aisément la covariance relativiste de tout ce formalisme.

## Les traces
Pour le calcul des sections efficaces en physique des particules, il est souvent utile d'avoir ces quelques résultats sur les traces de ces matrices :
- {\displaystyle Tr[\gamma ^{\alpha }\gamma ^{\beta }]=4g^{\alpha \beta }} ;
- {\displaystyle Tr[\gamma ^{\alpha }\gamma ^{\beta }\gamma ^{\mu }\gamma ^{\nu }]=4(g^{\alpha \beta }g^{\mu \nu }-g^{\alpha \mu }g^{\beta \nu }+g^{\alpha \nu }g^{\beta \mu })} ;
- {\displaystyle Tr[\gamma ^{5}]=0} ;
- {\displaystyle Tr[\gamma ^{5}\gamma ^{\alpha }\gamma ^{\beta }]=0} ;
- {\displaystyle Tr[}d'un nombre impair de {\displaystyle \gamma ]=0}.

## Représentations
Les matrices de Dirac sont totalement déterminées par la relation :
{\displaystyle \gamma ^{\mu }\gamma ^{\nu }+\gamma ^{\nu }\gamma ^{\mu }=2\eta ^{\mu \nu }.I_{4}}
où {\displaystyle \eta ^{\mu \nu }} est le tenseur de Minkowski. On a aussi {\displaystyle \gamma _{\mu }\gamma ^{\mu }=4}.
Il existe une infinité de  solutions possibles à la relation précédente. Pour des matrices 4×4, l'ensemble des solutions est une {\displaystyle \,\mathbb {C} -}algèbre de dimension 4, une algèbre de Clifford notée {\displaystyle \,Cl_{1,3}\mathbb {C} \,}, et les quatre matrices de Dirac en forment une base. Suivant la base choisie les matrices de Dirac ont des coefficients différents, et ce choix s'appelle une représentation des matrices de Dirac.

### Représentation de Dirac
C'est la « représentation standard ». On l'obtient à partir de la représentation de Weyl grâce à l'opérateur unitaire U :
{\displaystyle U={\frac {1}{\sqrt {2}}}{\begin{pmatrix}1&1\\-1&1\end{pmatrix}}}
Les matrices {\displaystyle \gamma _{D}^{\mu }=U\gamma _{W}^{\mu }U^{\dagger }} s'écrivent alors :
{\displaystyle \gamma _{D}^{0}={\begin{pmatrix}I&\mathbf {0} \\\mathbf {0} &-I\end{pmatrix}}}
{\displaystyle \gamma _{D}^{i}={\begin{pmatrix}\mathbf {0} &\sigma _{i}\\-\sigma _{i}&\mathbf {0} \end{pmatrix}}}
{\displaystyle \gamma _{D}^{5}={\begin{pmatrix}\mathbf {0} &I\\I&\mathbf {0} \end{pmatrix}}}

### Représentation de Weyl
Représentation qui apparaît « naturellement » quand on cherche à dériver l'équation de Dirac à l'aide des représentations irréductibles du groupe de Lorentz. Dans cette base, les matrices {\displaystyle \gamma ^{\mu }} ont la forme suivante : 
{\displaystyle \gamma _{W}^{0}={\begin{pmatrix}\mathbf {0} &I\\I&\mathbf {0} \end{pmatrix}}}
{\displaystyle \gamma _{W}^{i}={\begin{pmatrix}\mathbf {0} &\sigma _{i}\\-\sigma _{i}&\mathbf {0} \end{pmatrix}}}
{\displaystyle \gamma _{W}^{5}={\begin{pmatrix}-I&\mathbf {0} \\\mathbf {0} &I\end{pmatrix}}}

### Représentation de Majorana
La représentation de Majorana est obtenue à partir de la « représentation standard » à l'aide de la matrice unitaire U suivante :
{\displaystyle U={\frac {1}{\sqrt {2}}}(\gamma _{D}^{0}\gamma _{D}^{2}+\gamma _{D}^{0})}
Cette représentation a la propriété intéressante que toutes les matrices {\displaystyle \gamma ^{\mu }} sont imaginaires pures, ce qui rend les calculs commodes quand on considère l'opérateur conjugaison de charge.

### Représentation chirale
{\displaystyle \gamma ^{0}=\beta ={\begin{pmatrix}\mathbf {0} &-I\\-I&\mathbf {0} \end{pmatrix}}}
{\displaystyle \mathbf {\alpha } ={\begin{pmatrix}\mathbf {\sigma } &\mathbf {0} \\\mathbf {0} &-\mathbf {\sigma } \end{pmatrix}}}
{\displaystyle \mathbf {\gamma } ={\begin{pmatrix}\mathbf {0} &\mathbf {\sigma } \\-\mathbf {\sigma } &\mathbf {0} \end{pmatrix}}}
Son avantage est que les deux spineurs se transforment indépendamment sous les rotations et les translations. Elle est particulièrement utile pour des particules sans masse, les équations se simplifiant considérablement. Elle a été utilisée pour le neutrino bien que les oscillations de neutrinos montrent que leur masse est non nulle.